# Aitor Pickett
Aitor Julen Pickett Heerwagen (* 5. Juni 1999) ist ein chilenisch-deutscher Basketballspieler.

## Werdegang
Die Eltern des aus Ñuñoa stammenden Pickett spielten Basketball, er selbst begann mit der Ausübung der Sportart im Alter von neun Jahren. Sein Großvater kam in Wiesbaden zur Welt und wanderte 1919 von Deutschland nach Chile aus.
Bis Dezember 2021 spielte er für den Club Deportivo Universidad Católica in Santiago de Chile. Dann verstärkte er in der Liga LNB Atlético Puerto Varas und erzielte im Durchschnitt 10,4 Punkte sowie 8,2 Rebounds je Begegnung. In der Sommerpause 2022 nahm der deutsche Zweitligist Kirchheim Knights den Innenspieler unter Vertrag.

### Nationalmannschaft
2015 wurde er mit Chiles U17-Auswahl Dritter der Südamerikameisterschaft. Später wurde er A-Nationalspieler.